# Martignana di Po
Martignana di Po – miejscowość i gmina we Włoszech, w regionie Lombardia, w prowincji Cremona.
Według danych na rok 2004 gminę zamieszkiwały 1254 osoby, 89,6 os./km².